# Pterygotrigla megalops
Pterygotrigla megalops är en fiskart som först beskrevs av Fowler, 1938.  Pterygotrigla megalops ingår i släktet Pterygotrigla och familjen knotfiskar. Inga underarter finns listade i Catalogue of Life.